# Бхактапур
Бхактапур (на английски: Bhaktapur, на непалски: भक्तपुर जिल्ला Bhaktapur Jillā), наричан и Бхадгаон (на английски: Bhadgaon) или Кхвопа (на английски: Khwopa; на непалски: ख्वप Khvapa) е 80-хиляден град в Непал. Разположен е в долината на Катманду. Отстои недалеч от столицата. Бил център на княжество Бхактапур, второто по големина от трите разположени в долината и заедно с другите две – най-голямото Катманду и най-малкото Патан – фактически са формирали Непал.
От древността рад Бхактапур е известен като богат град на големия път на керваните между Тибет и Индия. Всяка есен тибетците идвали с овцете си за празника Дассайн, когато практически всички непалци принасяли животни в жертва на богинята Дурга, едно от превъплъщенията на съпругата на Шива. Обратно тибетците откарвали захар, зърно и други стоки.
Благосъстоянието на Бхактапур намирало израз в богатия културен живот, построени били много храмове пагоди. Разцветът на града по време на неварската династия Малла (XVI—XVIII в.) бил забележителен. Тук творили знаменитите неварски художници, имало архитектурни и занаятчийски школи и такива за рисуване на тибетска иконопис – танки.
Забележителните архитектурни паметници тук стилистично са единни с тези в Катманду и Патан. Най-значими са дворецът и ансамълът на площада пред него, включващ няколко храма с малки будистки манастири, както и ажурната дърворезба по прозоречни решетки на старите сгради. Една от дърворезбите с образа на птицата феникс или паун дори е станала неофициална емблема на града.
Интересни освен това са старият грънчарски квартал, ползваните и до днес от населението открити къпални, изградени от местните князе в срадновековието, и школите за будистка многоцветна иконопис т.нар. танки или танги, в които се обучават дори японци, европейци и американци. В края на XX век по немски проект градът бива саниран, а многочислените исторически забележителности реставрирани и взети под охрана.
- Бхактапур – ажурна дърворезба
- Прозорецът с дърворезбен феникс или паун

1. ↑  bhaktapurmun.gov.np